# Quinta del Cedro
Quinta del Cedro är en ort i Mexiko.   Den ligger i kommunen Tijuana och delstaten Baja California, i den nordvästra delen av landet, 2 300 km nordväst om huvudstaden Mexico City. Quinta del Cedro ligger 206 meter över havet och antalet invånare är 5 704.
Terrängen runt Quinta del Cedro är platt åt sydväst, men åt nordost är den kuperad. Havet är nära Quinta del Cedro åt sydväst. Runt Quinta del Cedro är det tätbefolkat, med 913 invånare per kvadratkilometer. Närmaste större samhälle är Tijuana, 9,3 km nordost om Quinta del Cedro.